# Frankfurt-Kalbach-Riedberg
Kalbach-Riedberg ist seit dem 1. August 1972 ein nördlicher Stadtteil von Frankfurt am Main. Er besteht aus dem historisch gewachsenen Stadtbezirk Kalbach und dem neuen Stadtbezirk Riedberg. Die beiden Stadtbezirke bilden zusammen den Ortsbezirk Kalbach-Riedberg.

## Geschichte Kalbach-Riedbergs

### Von der Gründung bis zur Gebietsreform
Nach der Überlieferung rastete 754 der Leichenzug des Heiligen Bonifatius auf seinem Weg von Mainz nach Fulda nahe dem heutigen Ort Kalbach. Erstmals urkundlich erwähnt wurde Kalbach im Jahr 772, als ein Herr Walprath eben jenen Acker aus Caltebach an dem der Leichenzug lagerte an das Kloster Fulda verschenkte. Im Laufe der Jahrhunderte wurden die Leibeigenen und die Güter von Kalbach mehrmals verschenkt, verpfändet, zurückgekauft und vererbt. Unter anderem gehörte die Gemeinde zum Kloster Lorsch, den Herren von Königstein und Falkenstein, dem Johanniterhaus in Frankfurt. Als 1418 die Falkensteinerlinie ausstarb, kam Kalbach in den Besitz des Hauses Eppstein und wurde Teil der Grafschaft Königstein.
Am 25. Mai 1535 starb der letzte Graf von Eppstein, Eberhard IV. Sein Neffe Ludwig zu Stolberg erbte per Testament die Grafschaft. Unter seiner Herrschaft wurde die Reformation nach der Kirchenordnung des Grafen Wolfgang von Pfalz-Zweibrücken eingeführt. Nach dem Tod von Ludwigs Nachfolger Christoph zu Stolberg sah der Mainzer Kurfürst Daniel Brendel von Homburg die Grafschaft als erledigtes Reichslehen an und wandelte sie in das nun zum Kurfürstentum Mainz gehörende Oberamt Königstein um.
1802 fiel Kalbach nach der Auflösung des Kurstaates Mainz an Nassau-Usingen und ward schließlich nach dem Deutschen Krieg von 1866 preußisch und dem Regierungsbezirk Wiesbaden zugeteilt.
Im Zuge der hessischen Gebietsreform wurde Kalbach zum 1. August 1972 kraft Landesgesetz aus dem Obertaunuskreis als Stadtbezirk 650 und Ortsbezirk 12 nach Frankfurt am Main eingegliedert, nachdem zuvor ein Zusammenschluss mit fünf Nachbargemeinden zur Gemeinde Eschbachtal gescheitert war.

### Seit der Gebietsreform
In den 1990er-Jahren begannen die Planungen für die Großsiedlung Riedberg im Süden Kalbachs; ein erster Bebauungsplan wurde im Jahr 2000 rechtsverbindlich. 2006 wurde das Bebauungsplanverfahren in sechs Teilverfahren getrennt, die bis 2015 rechtsverbindlich wurden. Bis zur geplanten Fertigstellung 2020 sollten in der Siedlung 16.000 Menschen leben und 3.000 Arbeitsplätze entstehen, überwiegend auf dem naturwissenschaftlichen Campus der Universität Frankfurt am Main. Zur Kommunalwahl 2006 wurde der Stadtbezirk 650 (Kalbach) um den Riedberg verkleinert, der Ortsbezirk 12 um den aus Teilen Kalbachs und Niederursels neu gebildeten Stadtbezirk 651 (Riedberg) vergrößert und in „Kalbach-Riedberg“ umbenannt. Im letzten Bauabschnitt Riedberg-Westflügel wurden einige Straßen nach Protagonisten des Neuen Frankfurt benannt. In anderen Quartieren des Riedbergs wurden Straßennamen nach berühmten Frauen, Naturwissenschaftlern, Malern und NS-Widerstandskämpfern benannt.
Die bis in die 1990er Jahre reichende dominante landwirtschaftliche Nutzung der Kalbächer Gemarkung ist durch umfangreiche Gebietsabtretungen für das Gewerbegebiet „Am Martinszehnten“ und die Siedlung Riedberg stark zurückgegangen, von einstmals etwa 20 Haupterwerbsbetrieben (auch mit Milcherzeugung) sind 2012 nur noch zwei Betriebe und drei Rinder vorhanden.

### Bevölkerung
Einwohnerentwicklung
- 1501/02: 23 Haushaltungen
- 1535: 35 eidfähige Männer
- 1648: 28 Familien und eine Witwe
- 1706: 283 Einwohner

| Kalbach: Einwohnerzahlen von 1834 bis 1970 | Kalbach: Einwohnerzahlen von 1834 bis 1970 | Kalbach: Einwohnerzahlen von 1834 bis 1970 | Kalbach: Einwohnerzahlen von 1834 bis 1970 | Kalbach: Einwohnerzahlen von 1834 bis 1970 |
| --- | ------------------------------------------ | ------------------------------------------ | ------------------------------------------ | ------------------------------------------ |
| Jahr |                                            |                                            |                                            | Einwohner                                  |
| 1834 | 1834                                       |                                            | 520                                        | 520                                        |
| 1840 | 1840                                       |                                            | 551                                        | 551                                        |
| 1846 | 1846                                       |                                            | 557                                        | 557                                        |
| 1852 | 1852                                       |                                            | 572                                        | 572                                        |
| 1858 | 1858                                       |                                            | 597                                        | 597                                        |
| 1864 | 1864                                       |                                            | 603                                        | 603                                        |
| 1871 | 1871                                       |                                            | 579                                        | 579                                        |
| 1875 | 1875                                       |                                            | 560                                        | 560                                        |
| 1885 | 1885                                       |                                            | 617                                        | 617                                        |
| 1895 | 1895                                       |                                            | 599                                        | 599                                        |
| 1905 | 1905                                       |                                            | 699                                        | 699                                        |
| 1910 | 1910                                       |                                            | 769                                        | 769                                        |
| 1925 | 1925                                       |                                            | 900                                        | 900                                        |
| 1939 | 1939                                       |                                            | 1.067                                      | 1.067                                      |
| 1946 | 1946                                       |                                            | 1.242                                      | 1.242                                      |
| 1950 | 1950                                       |                                            | 1.334                                      | 1.334                                      |
| 1956 | 1956                                       |                                            | 1.403                                      | 1.403                                      |
| 1961 | 1961                                       |                                            | 1.711                                      | 1.711                                      |
| 1967 | 1967                                       |                                            | 2.500                                      | 2.500                                      |
| 1970 | 1970                                       |                                            | 2.851                                      | 2.851                                      |
| Datenquelle: Historisches Gemeindeverzeichnis für Hessen: Die Bevölkerung der Gemeinden 1834 bis 1967. Wiesbaden: Hessisches Statistisches Landesamt, 1968. Weitere Quellen: |                                            |                                            |                                            |                                            |

Religionszugehörigkeit
 Quelle: Historisches Ortslexikon
| • 1895: | 66 evangelische (= 10,70 %), 551 katholische (= 89,30 %) Einwohner   |
| • 1961: | 444 evangelische (= 25,95 %), 1222 katholische (= 71,42 %) Einwohner |

## Stadtbezirk
Das Gebiet des Stadtteils hat eine Fläche von 6,9 Quadratkilometern (km²) und hatte Ende 2009 8.482 Einwohner, davon 5.036 im Stadtbezirk Kalbach und 3.446 im Stadtbezirk Riedberg. Der Name Kalbach stammt von „Kalter Bach“ ab; der Riedberg ist eine Erhebung im Süden von Kalbach. Die Einwohnerzahl beträgt 23.652. Diese wird aufgrund der noch nicht abgeschlossenen Erschließung des Riedbergs in den nächsten Jahren weiter steigen.
Einwohnerentwicklung des Stadtbezirks
| Stadtbezirk | 2003  | 2004  | 2005  | 2006  | 2007  | 2008  | 2009  |
| ----------- | ----- | ----- | ----- | ----- | ----- | ----- | ----- |
| Kalbach     | 5.741 | 5.974 | 4.818 | 4.821 | 4.885 | 4.999 | 5.036 |
| Riedberg    | 5.741 | 5.974 | 1.558 | 1.874 | 2.347 | 2.883 | 3.446 |

## Politik

### Ortsbeirat
|  | Ortsbeiratswahl vom 14. März 2021(Stimmen in Prozent) %403020100 30,226,515,012,85,74,93,51,3 CDUGrüneSPDFDPVoltLinkeBFFgPARTEIGewinne und Verlusteim Vergleich zu 2016 %p 8 6 4 2 0 −2 −4 −6 −8−6,9+7,4−5,2−0,8+5,7−0,3−1,4+1,3CDUGrüneSPDFDPVoltLinkeBFFPARTEIAnmerkungen:g Bürger für Frankfurt | Sitzverteilung im Ortsbeirat Kalbach-Riedberg 2021Insgesamt 19 Sitze - Linke: 1 - SPD: 3 - Grüne: 5 - Volt: 1 - CDU: 6 - FDP: 2 - BFF: 1 |

Stimmenanteile der Parteien in Prozent
| Jahr   | Wbt.  | CDU  | SPD  | Grüne | FDP  | Linke | BFF | Volt | REP |
| ------ | ----- | ---- | ---- | ----- | ---- | ----- | --- | ---- | --- |
| 119971 | k. A. | 35,7 | 20,9 | 30,6  | 6,9  |       |     |      | 5,9 |
| 2001   | 55,3  | 42,7 | 21,2 | 26,4  | 5,5  |       | 4,1 |      |     |
| 2006   | 49,7  | 43,2 | 20,4 | 22,1  | 6,9  | 4,0   | 3,3 |      |     |
| 2011   | 52,1  | 38,4 | 19,2 | 27,8  | 6,5  | 3,3   | 4,9 |      |     |
| 2016   | 48,0  | 37,0 | 20,2 | 19,2  | 13,6 | 5,2   | 4,9 |      |     |
| 20212  | 50,5  | 30,2 | 15,0 | 26,5  | 12,8 | 4,9   | 3,5 | 5,7  |     |

Sitzverteilung
| Jahr | Gesamt | CDU | SPD | Grüne | FDP | Linke | BFF | Volt |
| ---- | ------ | --- | --- | ----- | --- | ----- | --- | ---- |
| 1997 | 9      | 3   | 2   | 3     | 1   |       |     |      |
| 2001 | 9      | 4   | 2   | 2     | 1   |       |     |      |
| 2006 | 9      | 4   | 2   | 2     | 1   |       |     |      |
| 2011 | 19     | 7   | 4   | 5     | 1   | 1     | 1   |      |
| 2016 | 19     | 7   | 4   | 4     | 2   | 1     | 1   |      |
| 2021 | 19     | 6   | 3   | 5     | 2   | 1     | 1   | 1    |

Fußnote
2 2021: zusätzlich: PARTEI: 1,3 %

### Wappen
Am 24. November 1966 wurde der Gemeinde Kalbach im Obertaunuskreis, Regierungsbezirk Wiesbaden, ein Wappen mit folgender Blasonierung verliehen: In Silber drei rote Sparren, belegt mit schwarzem Schild, darin ein silbernes K.

## Kultur und Sehenswürdigkeiten

### Bauwerke
- Die katholische St. Laurentiuskirche wurde von 1733 bis 1765 im Bauernbarockstil erbaut. Die barocke Ausstattung ihres Innenraums stammt aus dem 17. und 18. Jahrhundert.
- Der im Bonifatiusjahr 2004 umgestaltete Bonifatiusbrunnen, der sich am Hang der Kalbacher Höhe befindet, ist Zwischenstation am neu errichteten Bonifatiusweg für Pilger und Wanderer. Er wurde neu gefasst und ausgebaut. Der Legende nach soll die Quelle in jener Nacht im Jahre 754 entsprungen sein, als der Pilgerzug, der die Gebeine des späteren Heiligen von Mainz nach Fulda brachte, hier übernachtete. Wiederentdeckt wurde der Brunnen Anfang der 1970er Jahre, während in den 1990ern bei Ausgrabungen im Umfeld des Brunnens Reste der Crutzenkirche entdeckt wurde, was darauf schließen lässt, dass dieser Ort früher weitaus größere religiöse Bedeutung hatte und erst später zunehmend in Vergessenheit geriet.
- Das alte Rathaus in Kalbach wird als Bürgerbüro genutzt und ist Sitz Ortsgerichtes und der Schiedsperson. Auf der Rückseite ist das Feuerwehrhaus der Freiwilligen Feuerwehr Kalbach gelegen.
- Im Park von Kalbach erinnert seit 1979 eine Stele, der „Erzählstein“ des Frankfurter Bildhauers Reiner Uhl, an die Ersterwähnung Kalbachs 779.[9]

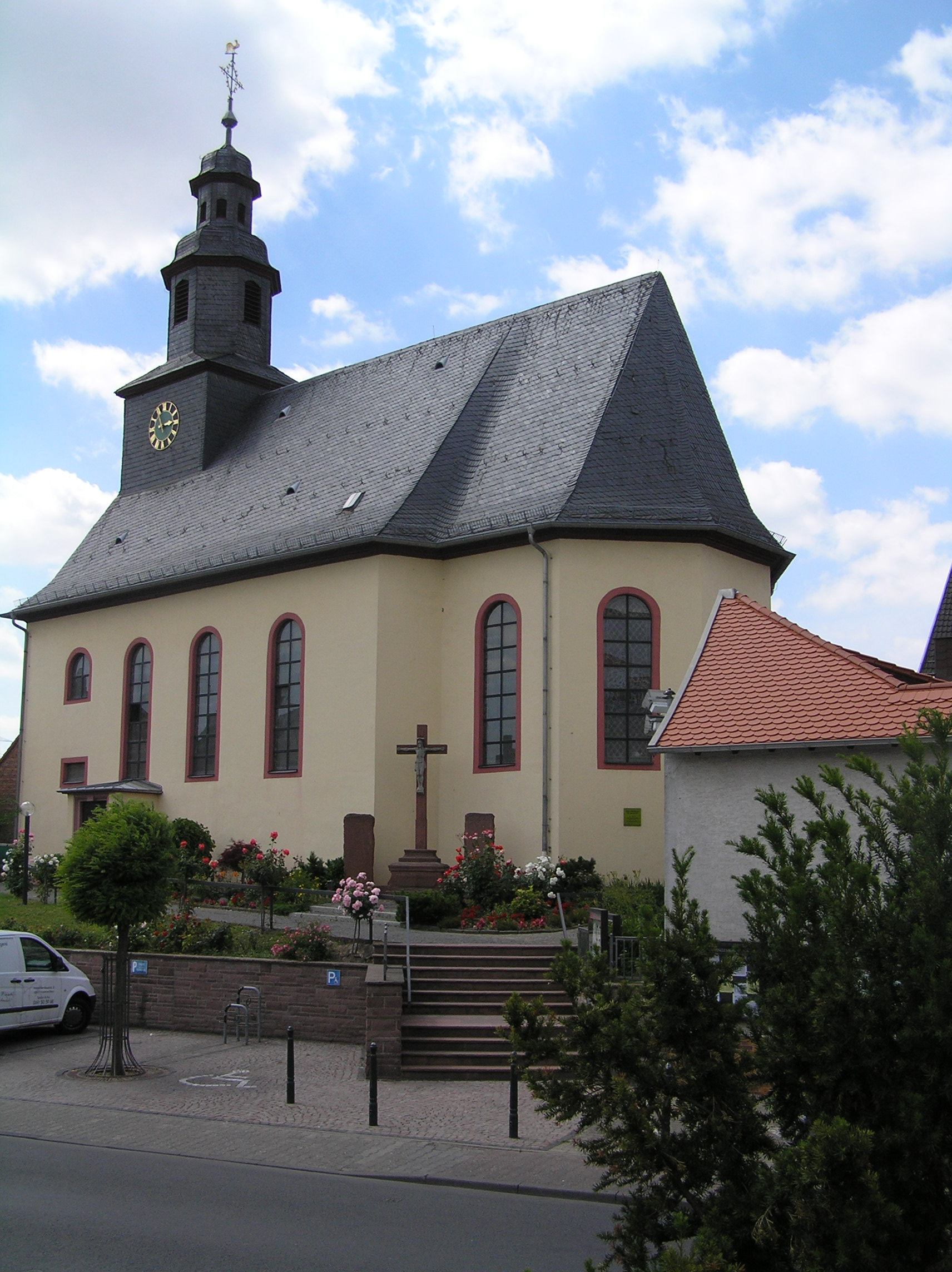
Kalbacher Kirche
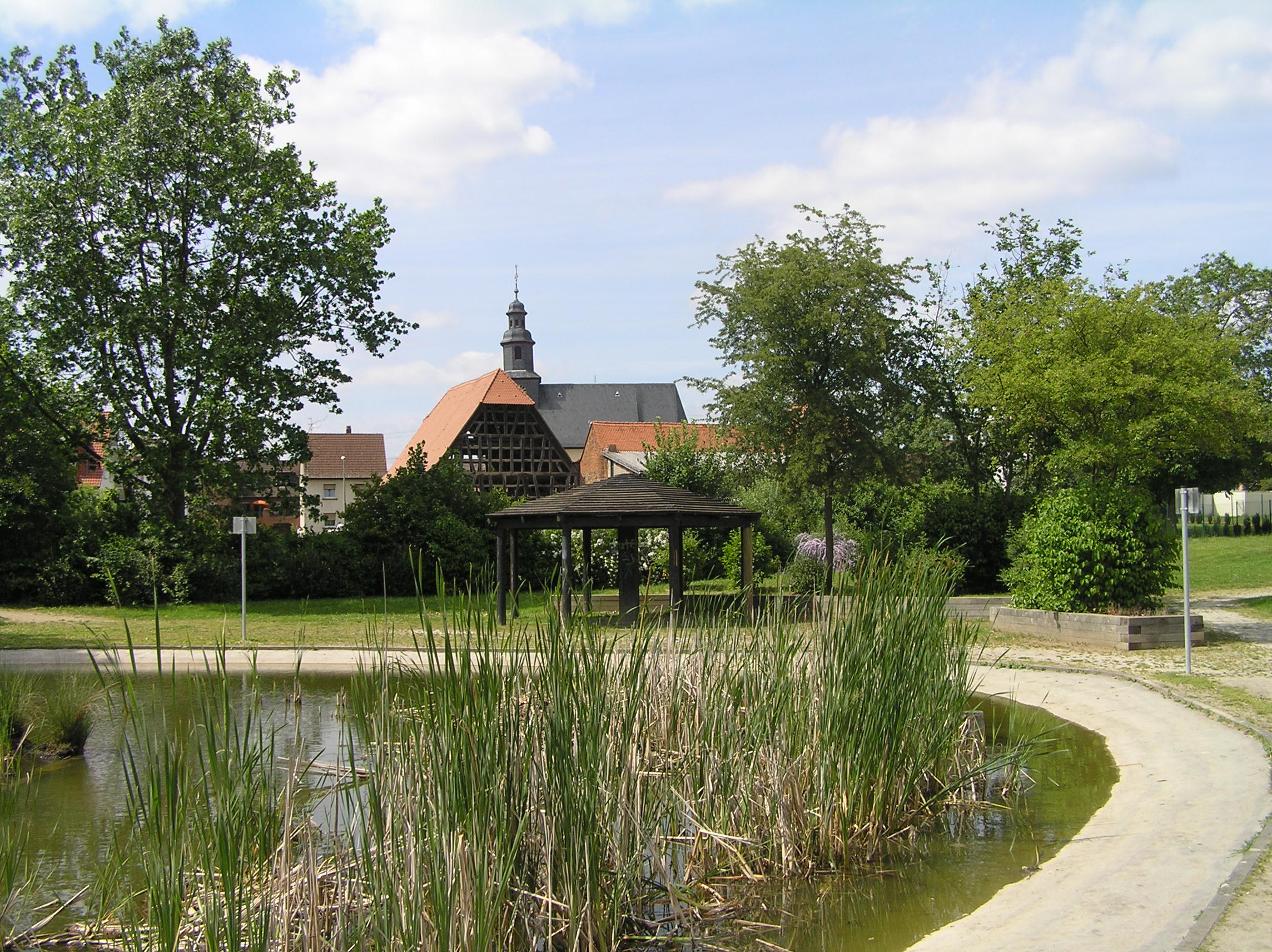
Park in Kalbach
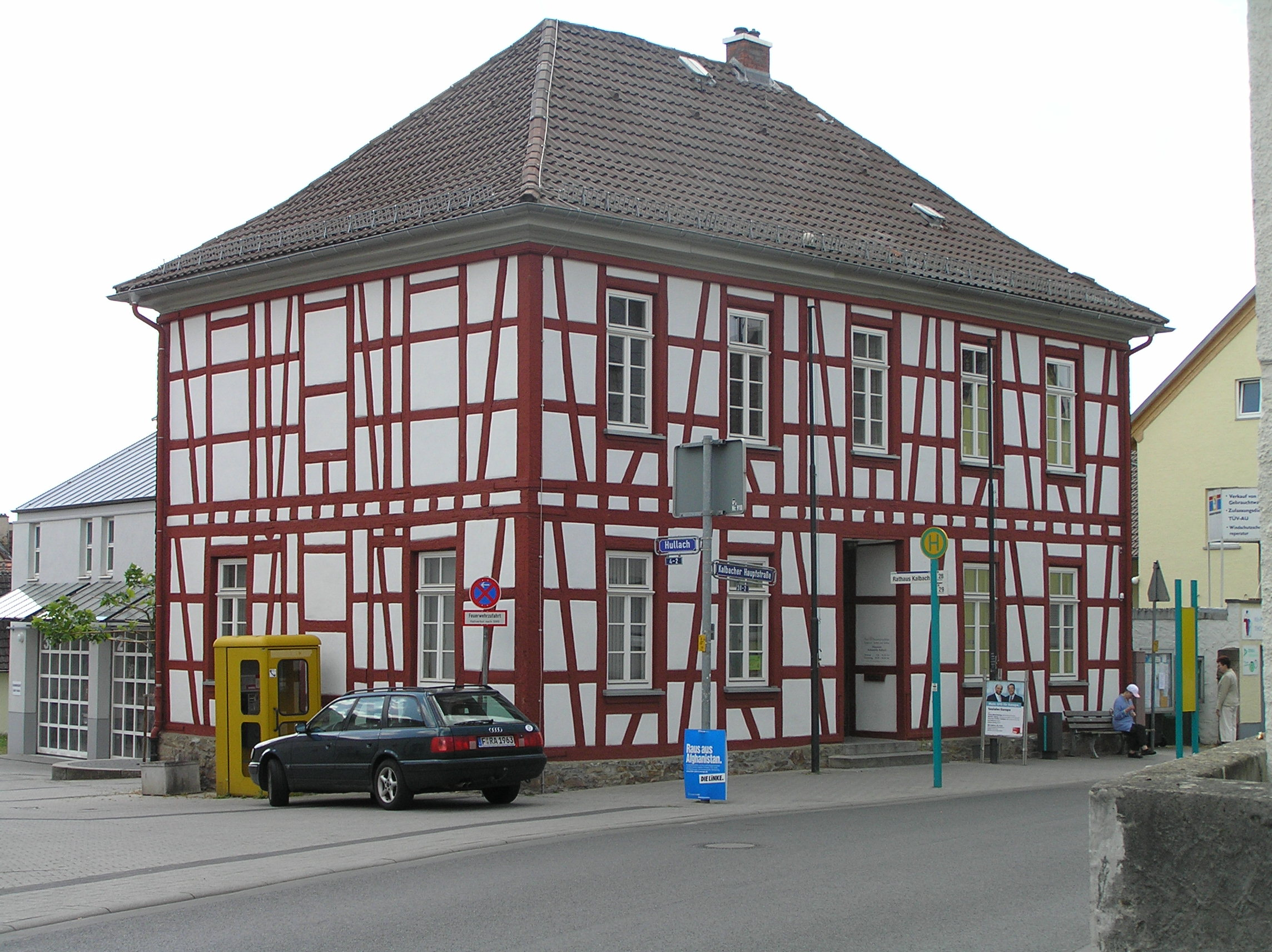
Kalbach Rathaus
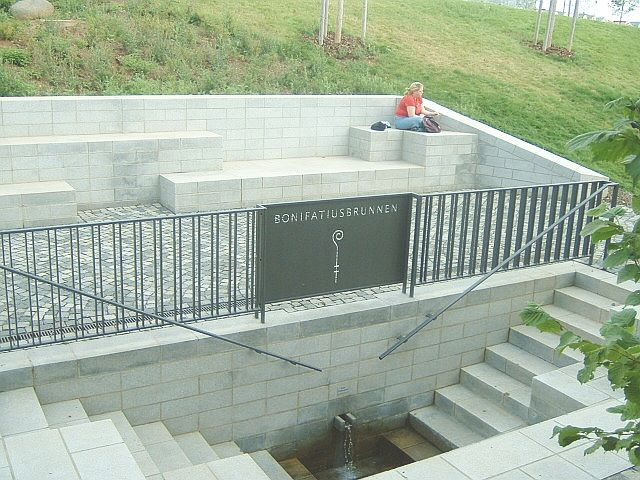
Bonifatiusbrunnen am Hang der Kalbacher Höhe am Bonifatiusweg
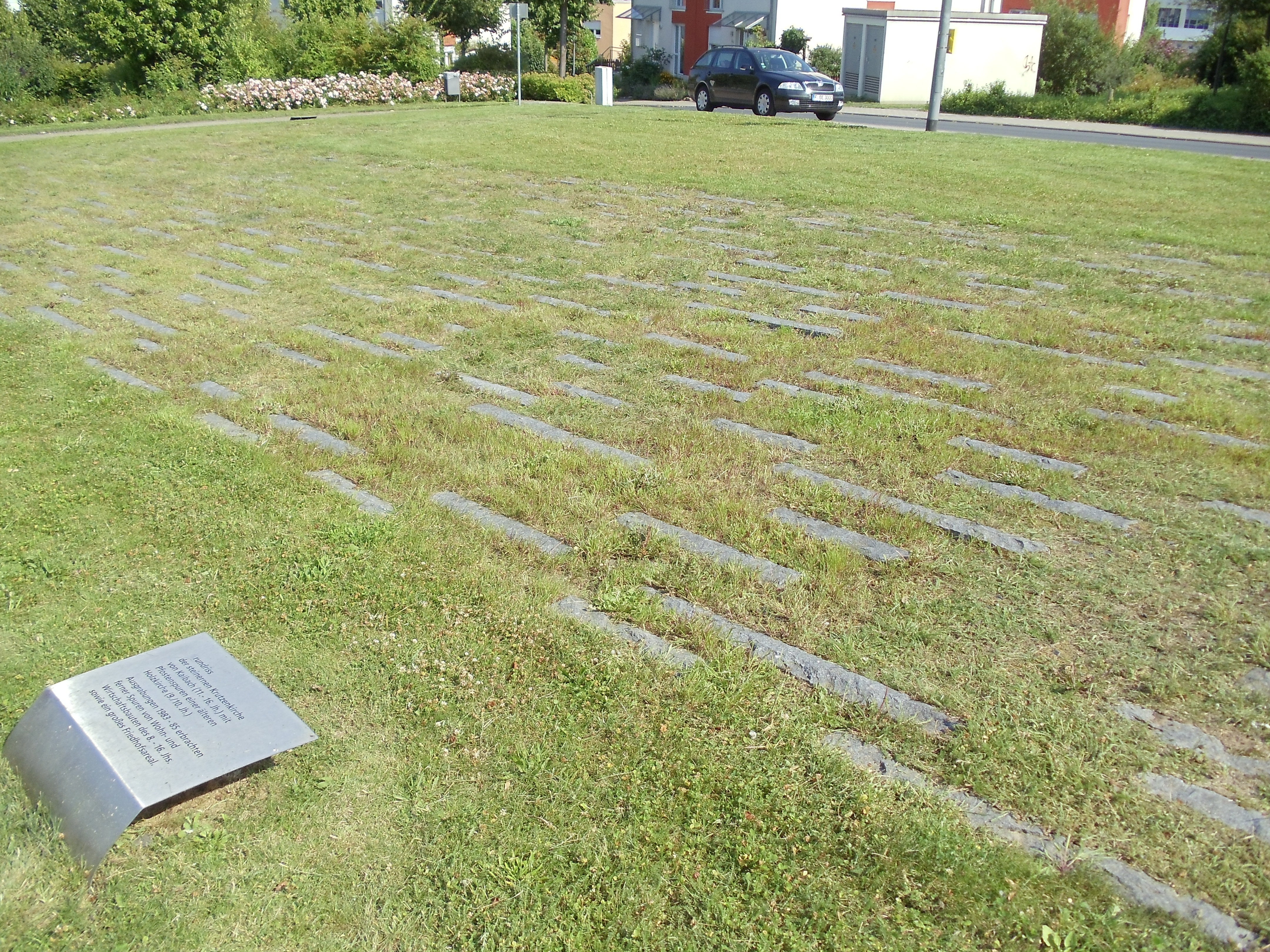
Pflastermarkierter Grundriss der Crutzenkirche (2012) mit Hinweistafel

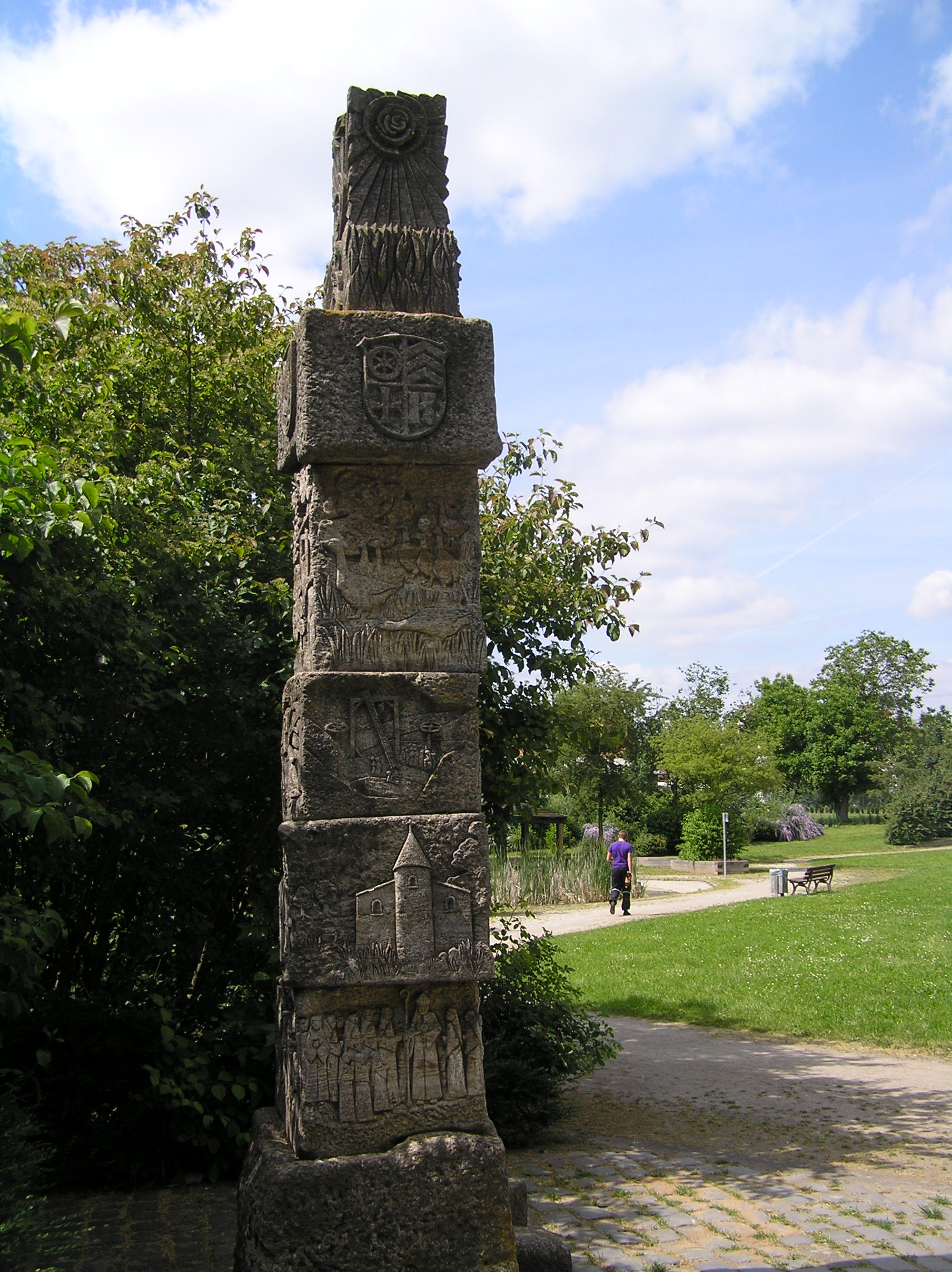
Stele im Park
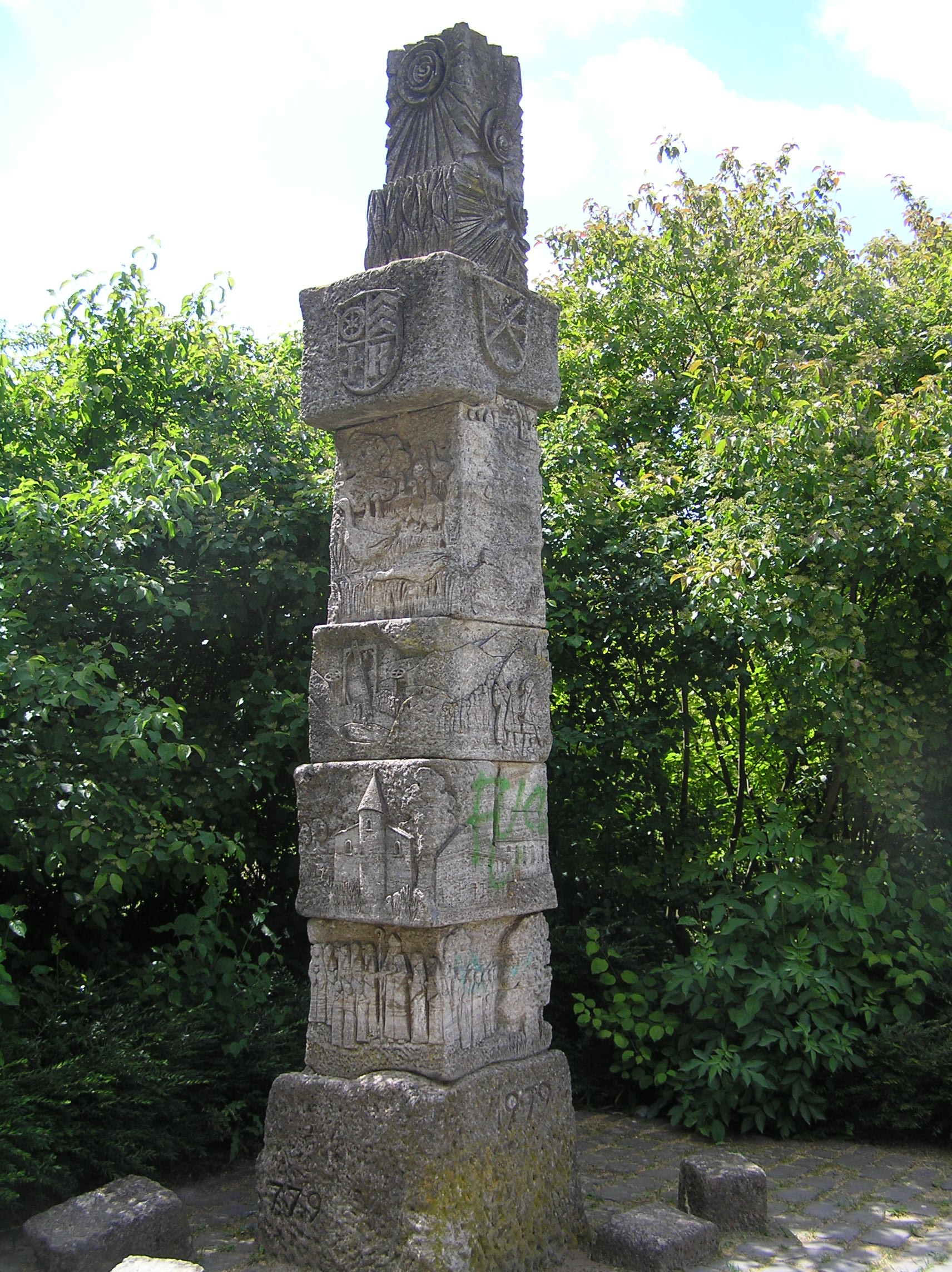
Stele im Park
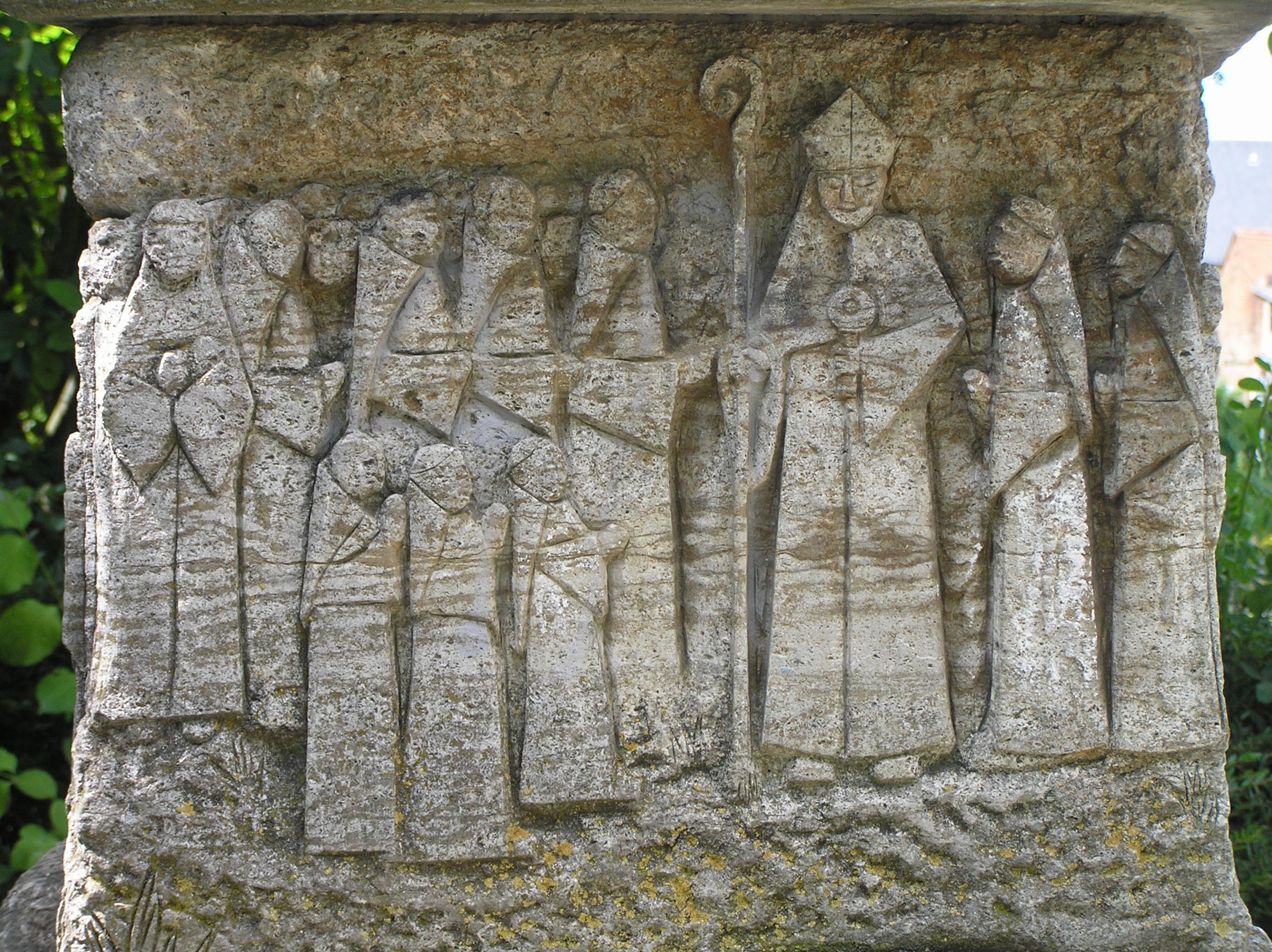
Detailansicht
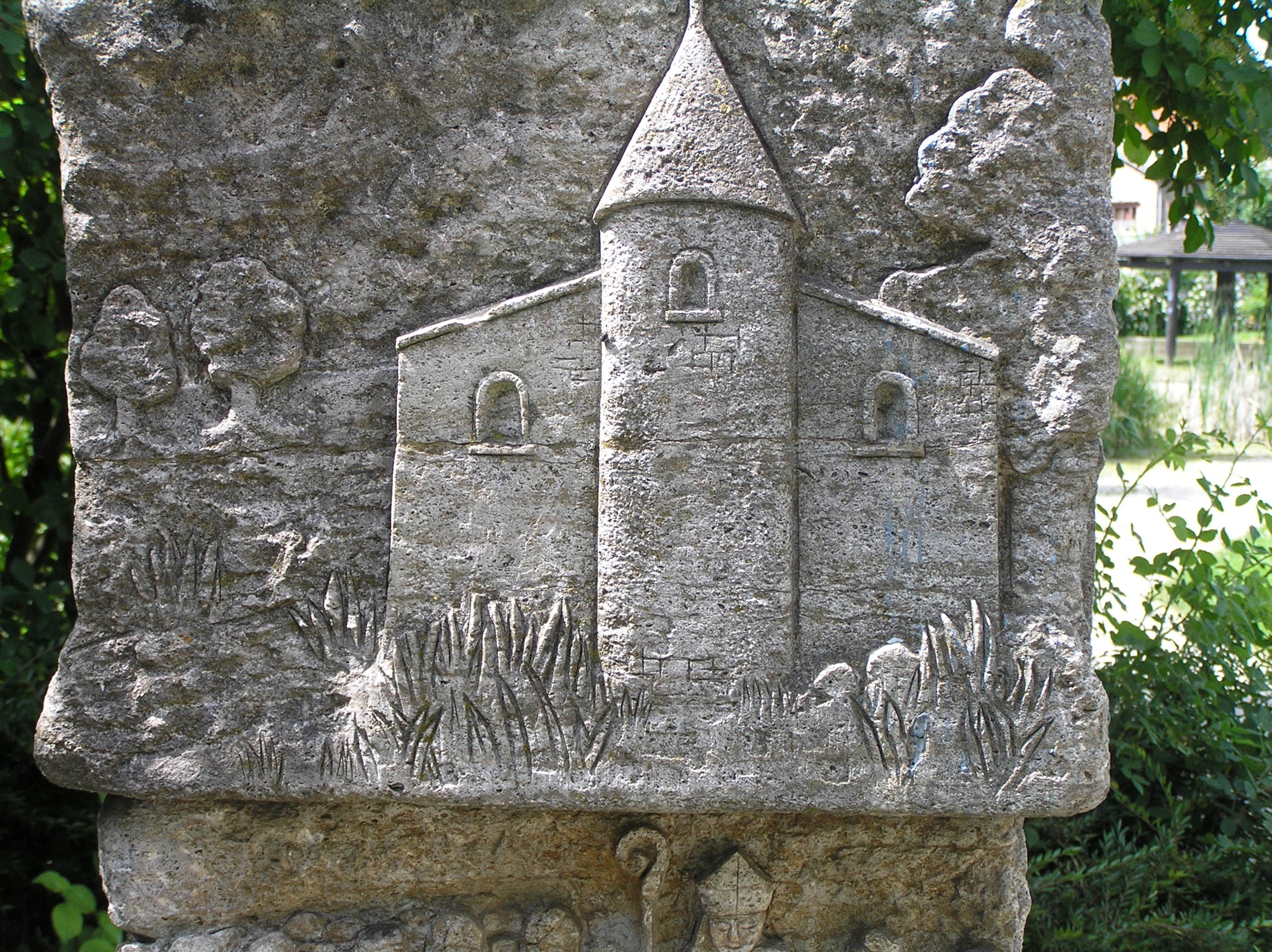
Detailansicht

### Kalbacher Kinderverein
Bundesweit bekannt ist der Kalbacher Kinderverein, da er alljährlich den Literatur-Preis Kalbacher Klapperschlange ausrichtet. Die Kalbacher Klapperschlange ist ein undotierter Literaturpreis, der seit 1988 jährlich von einer Kinderjury, zusammengesetzt aus Kindern und Jugendlichen im Alter von 8 bis 13 Jahren aus dem Stadtteil Kalbach-Riedberg, vergeben wird.

## Wirtschaft und Infrastruktur

### Gewerbegebiet „Am Martinszehnten“
Der Ortsbezirk Kalbach/Riedberg hat mehrere größere Straßen und das seit 2002 entwickelte, 86,9 Hektar (ha) große Gewerbegebiet „Am Martinszehnten“, ausgewiesen auf ehemaligen landwirtschaftlichen Flächen im Norden Kalbachs. Hier eröffnete als erster großer Beleger bereits im Juni 2004 das von der ehemaligen Frankfurter Großmarkthalle im Ostend hierhin verlagerte Frischezentrum Frankfurt, in dem Obst und Gemüse, dazu Fleisch, Fisch und Backwaren für Frankfurt am Main und einige Umlandgemeinden angeliefert und auf den Einzelhandel umgeschlagen werden. Für eine gewisse Unabhängigkeit des Gewerbegebiets sorgen ein Budgethotel, eine Tankstelle, ein Schnellrestaurant, eine Außenstelle des TÜVs, ein Reifen- sowie ein Feuertechnikhandel, Lkw- und Motorradwerkstätten, Handwerksfirmen und andere Dienstleister. Bei voller Belegung aller Gewerbeflächen (etwa 2018) werden hier rund 2500 Menschen beschäftigt sein.
Hauptbeleger des mittleren Areals sind große Logistikzentren und vermietete Lagerkapazitäten, ein Fertigbetonbetrieb, ein Holzgroßhandel, Nutzfahrzeugniederlassungen (Iveco, DAF Automobile, Mercedes-Benz Nutzfahrzeuge und eine Niederlassung der Firmengruppe Liebherr), sowie abgeschirmte datentechnische Einrichtungen, wie seit 2008 das größte außeramerikanische Rechenzentrum der Citibank oder seit Sommer 2012 das Technik-Dienstgebäude der Deutschen Bundesbank. Das Gewerbegebiet ist mit baumgesäumten Straßen erschlossen; längs durch das nach Südosten leicht abschüssige Gelände zieht sich über 1,1 Kilometer (km) ein 30 bis 60 Meter (m) breiter Regenrückhaltegraben; in Richtung Bundesautobahn 5 schließt sich ein 3 ha großer Terrassenpark an. Seit 2013 führt eine weitere Fußgängerbrücke aus der Ost-West-Grünschneise über die Landesstraße 3019 (Am Weißkirchener Berg) zur Kalbach-Ortsmitte.

### Sportanlagen
Im neuen Stadtbezirk Riedberg liegt im nördlichen Teil (Altkönigblick) westlich der Altenhöferallee die Quartierssportanlage. Neben einem Naturrasenfeld mit 105 m × 72 m besteht die Sportanlage Riedberg aus einem Kunstrasenfeld 100 m × 66 m und einer Soccer Arena, sowie weiteren Flächen für Trendsportarten wie Basketball, Beachvolleyball, Cricket und einer umlaufenden Finnenbahn.
Um dem Bedürfnis nach weiteren Sportangeboten im immer noch wachsenden Stadtteil nachzukommen, ist die Neuanlage einer zweiten Sportanlage östlich der Altenhöferallee in der Planung.
Im östlichen, alten Teil Kalbachs befindet sich seit 1992 das große Sport- und Freizeitzentrum. Es besteht aus mehreren Hallen und Außenanlagen:
- Auf der rechten Seite steht die mit einer Grundfläche von 56 auf 135 m größte, zu Wettkampfzwecken ausgelegte, Halle mit einer 200-m-Laufbahn. Sie hat zwei Teleskoptribünen mit insgesamt 1.000 Sitzplätzen. In der Halle befinden sich auch die Räume der Verwaltung.
- Auf der linken Seite steht eine Mehrzweckhalle mit einer Grundfläche von 27 auf 45 m. Ihre drei Spielfelder haben eine Fläche von jeweils 15 auf 27 m. Auf den vier Teleskoptribünen befinden sich bis zu 450 Sitzplätze.
- In der Mitte des Komplexes befindet sich ein Sportgeschäft, dem sich eine Tennishalle mit drei Feldern auf einer Grundfläche von 1.996 m² und vier Freiluft-Tennisplätze anschließen. Auf der Rückseite schließt sich eine Sprunganlage an.

Die Sporthallen fallen weithin durch ihre Architektur auf. Um auf Stützsäulen innen verzichten zu können, wird das Gewicht des Daches über Ausleger an den Seiten der Halle und Drahtseile auf Bodenanker übertragen. Die optische Wirkung dieser Ausleger wird noch durch die Entlüftungsrohre verstärkt, die zwischen den Auslegern montiert sind. Die Frontseiten wurden aus verspiegeltem Glas gebildet. Architekt war das Architekturbüro BLFP Frielinghaus.
Das Sport- und Freizeitzentrum war mehrfach Schauplatz diverser deutscher Hallenmeisterschaften. Nördlich schließt sich ein privater 9-Loch-Golfplatz mit überdachter Driving Range an.

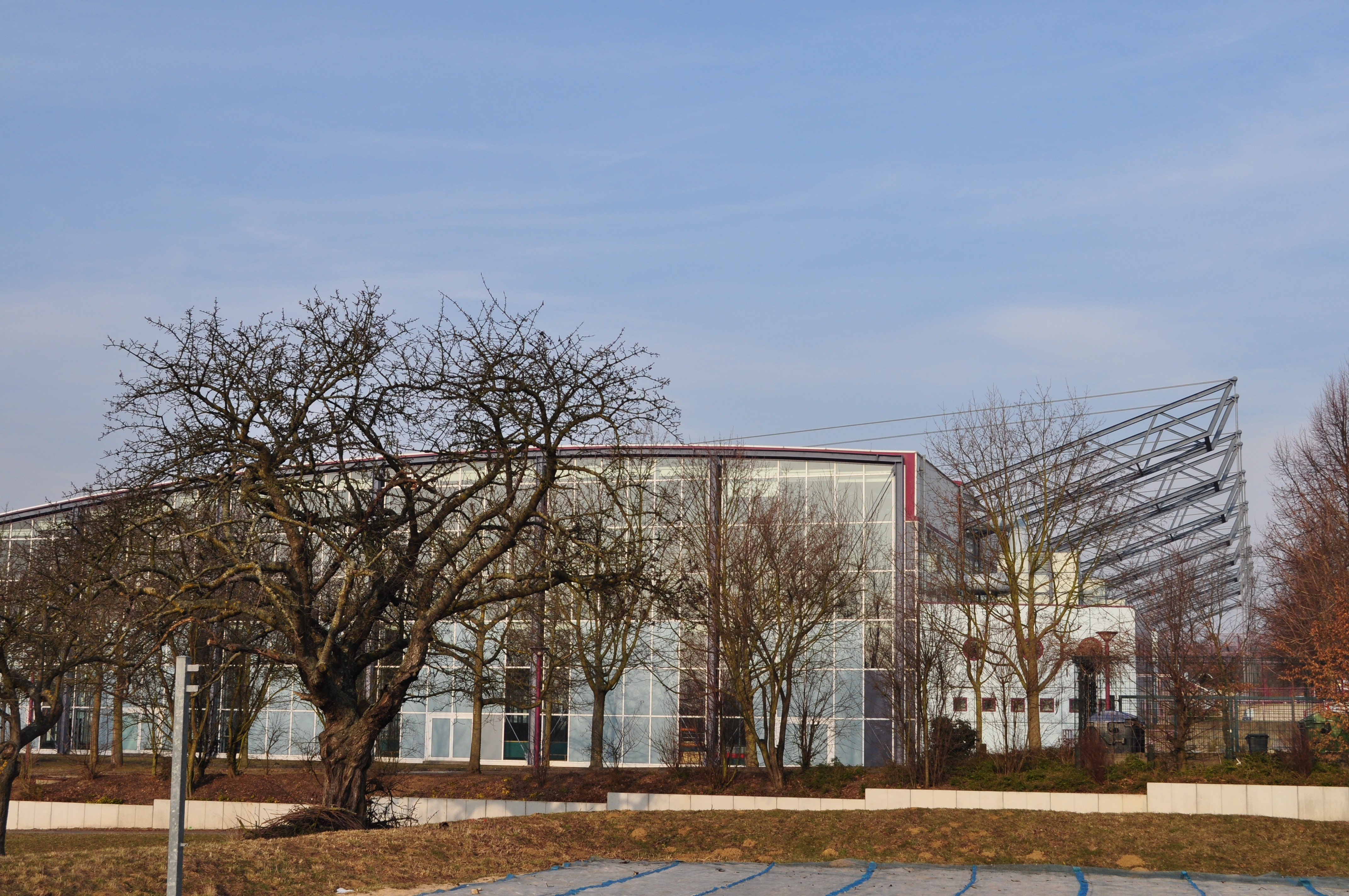
Sport- und …
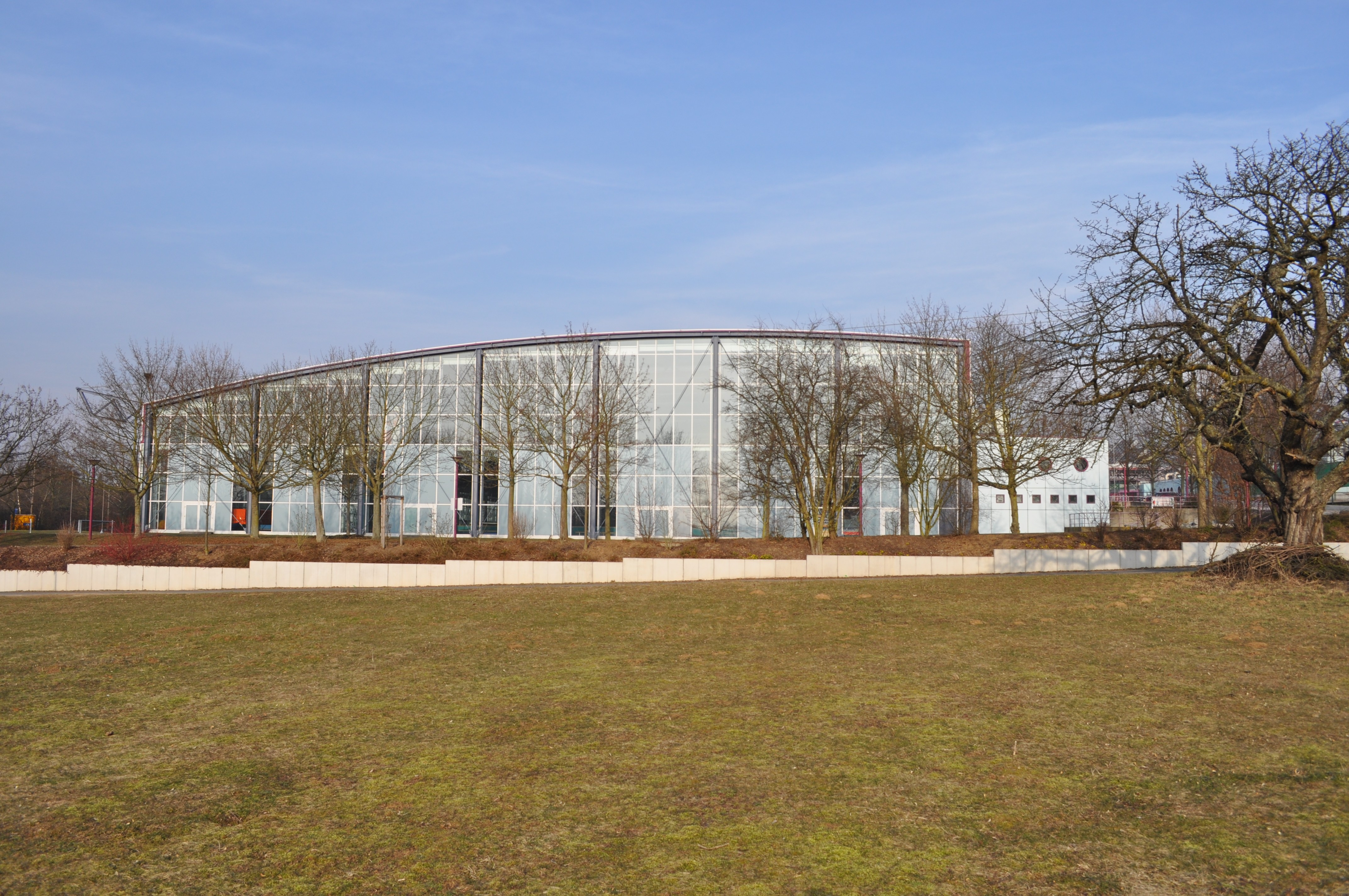
… Freizeitzentrum …
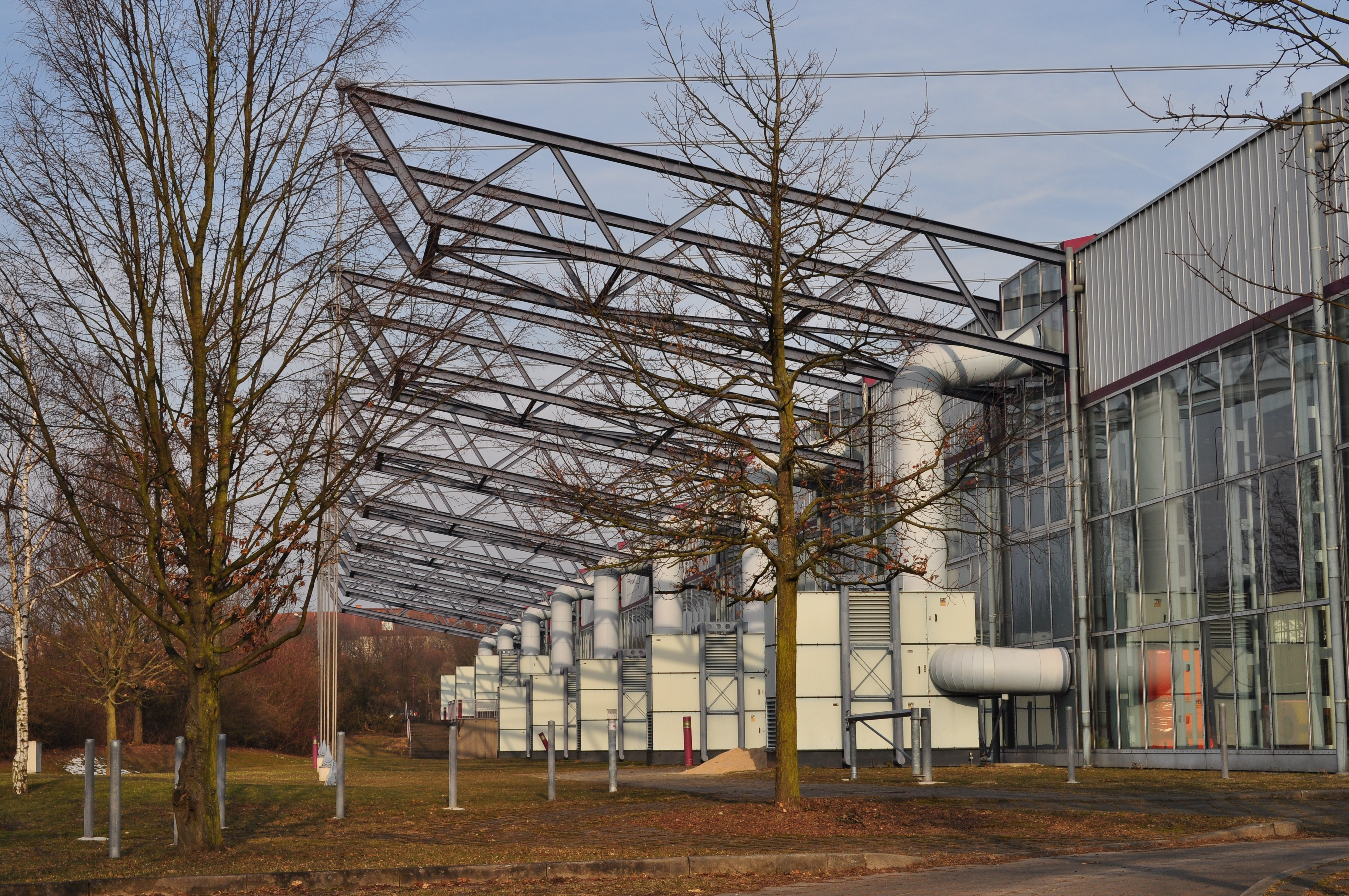
… Frankfurt-Kalbach

### Öffentlicher Nahverkehr
Der Stadtteil Kalbach-Riedberg ist an die Frankfurter Buslinien sowie an das U-Bahn-Netz angeschlossen. Im Bereich Kalbach fahren die Buslinien 24, 28, 29 und Nachtbus-Linie N4; im Bereich Riedberg die Linien 29, 251 und Nachtbus-Linie N3. Die U-Bahn-Linie U2 verbindet Kalbach einerseits mit der Innenstadt bis zum Südbahnhof und andererseits mit Bad Homburg-Gonzenheim. Die Linien U8 und U9 verbinden den Ortsteil Riedberg mit der Innenstadt über Heddernheim bis zum Südbahnhof (Linie U8) sowie mit den Stadtteilen Nieder-Eschbach (über die Haltestelle Kalbach) und Ginnheim (Linie U9).

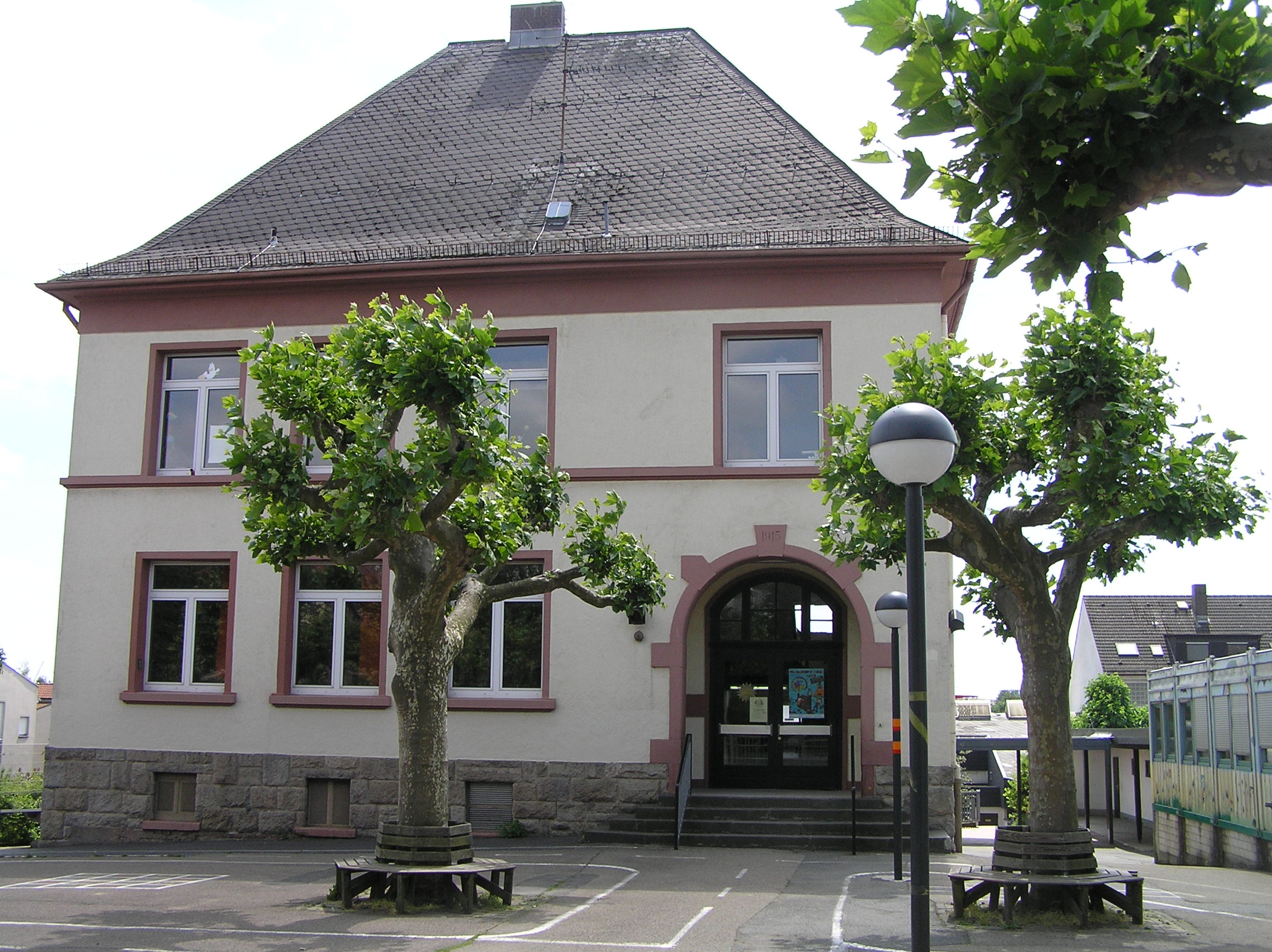
Grundschule Kalbach Vorderseite
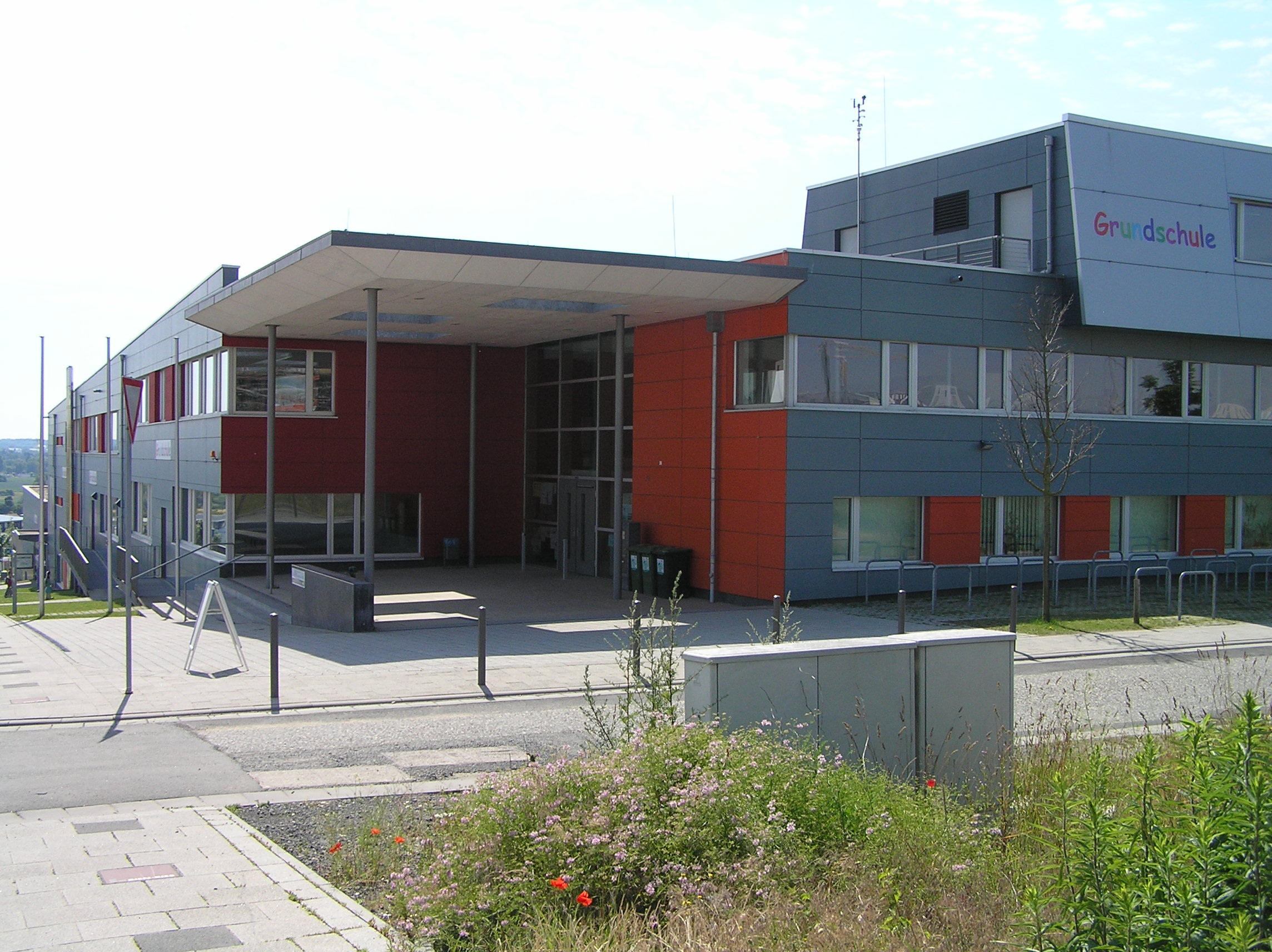
Grundschule Riedberg Eingang
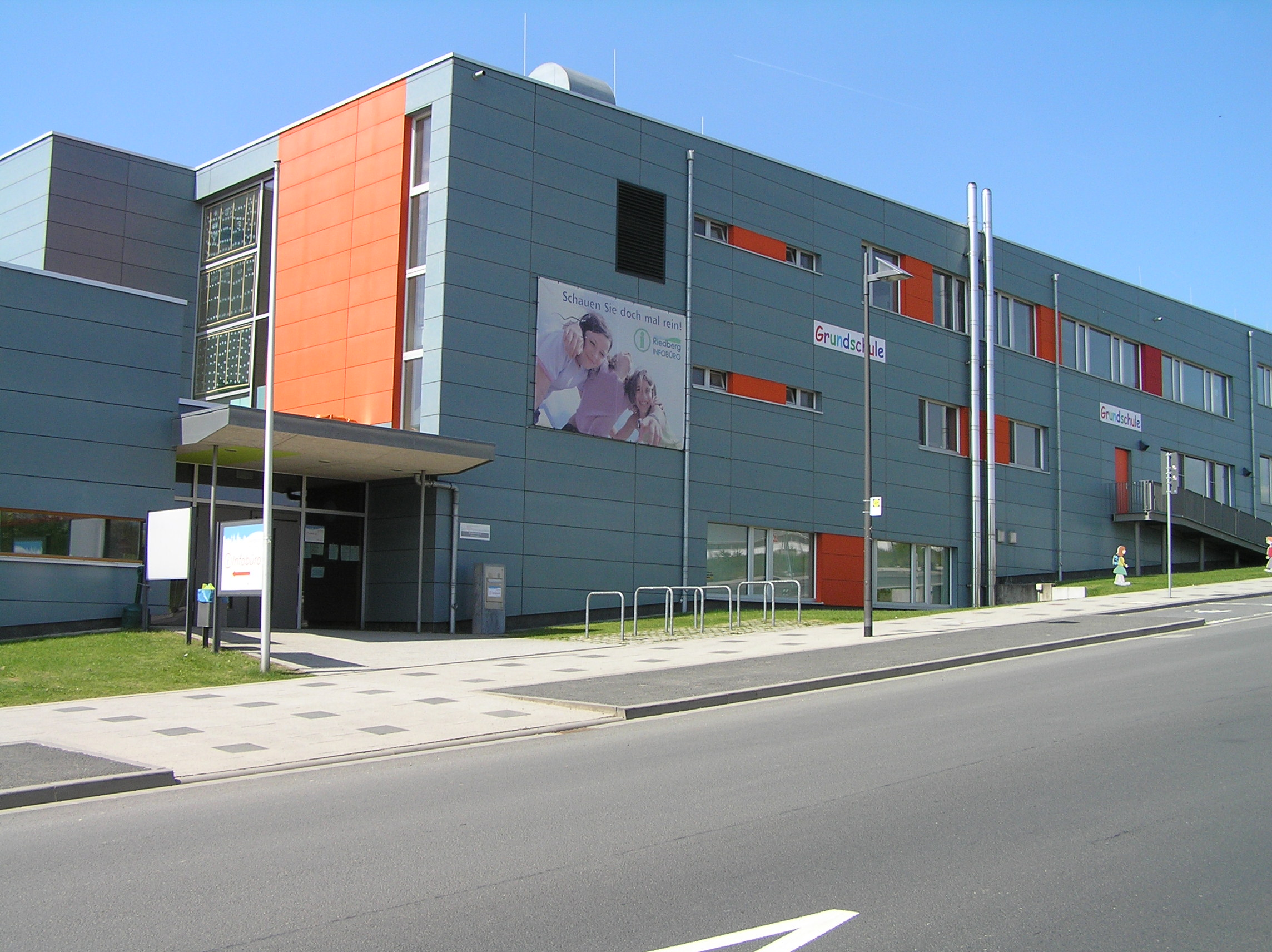
Grundschule Riedberg
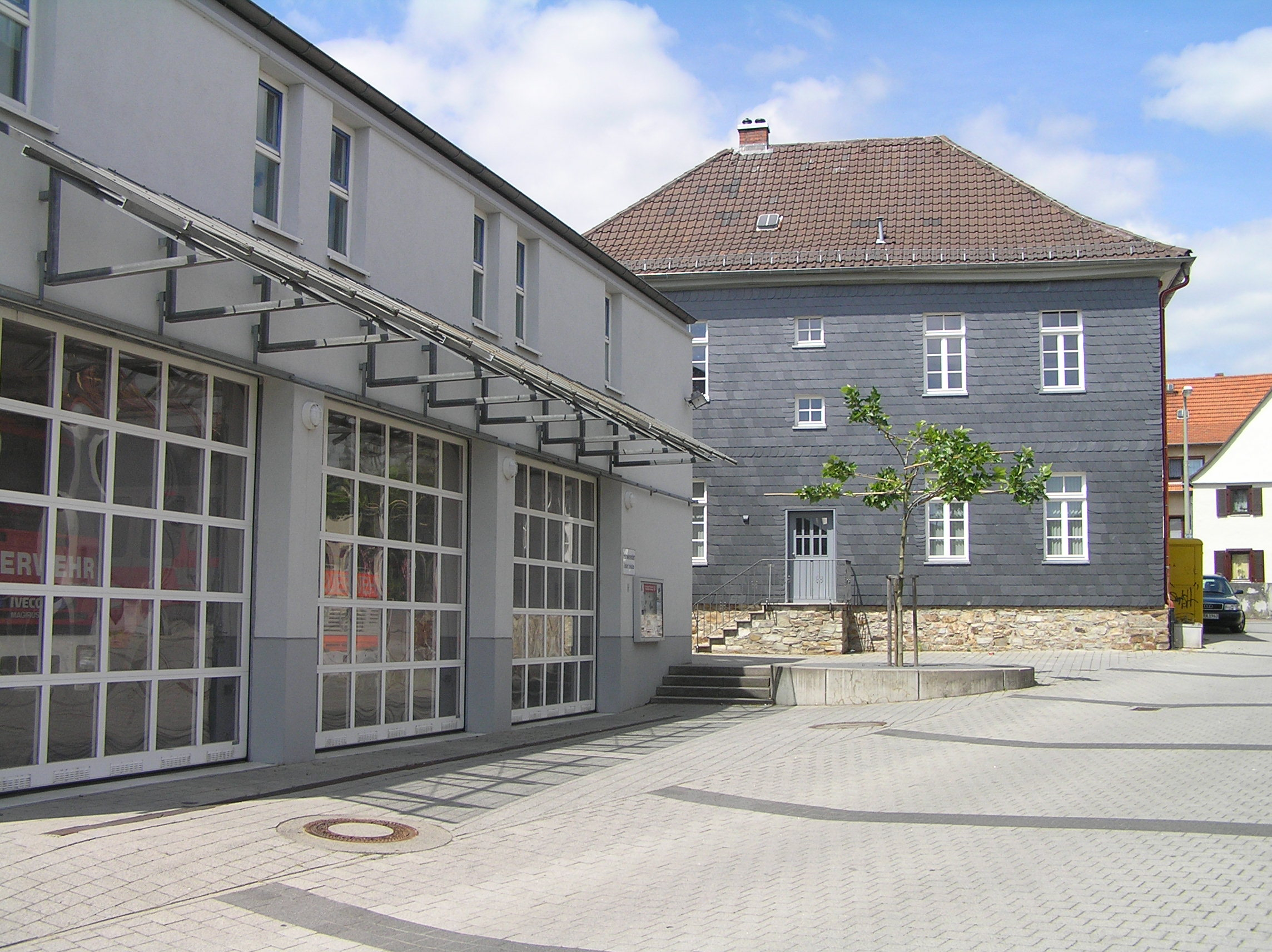
Feuerwehrhaus und Rathaus von Kalbach
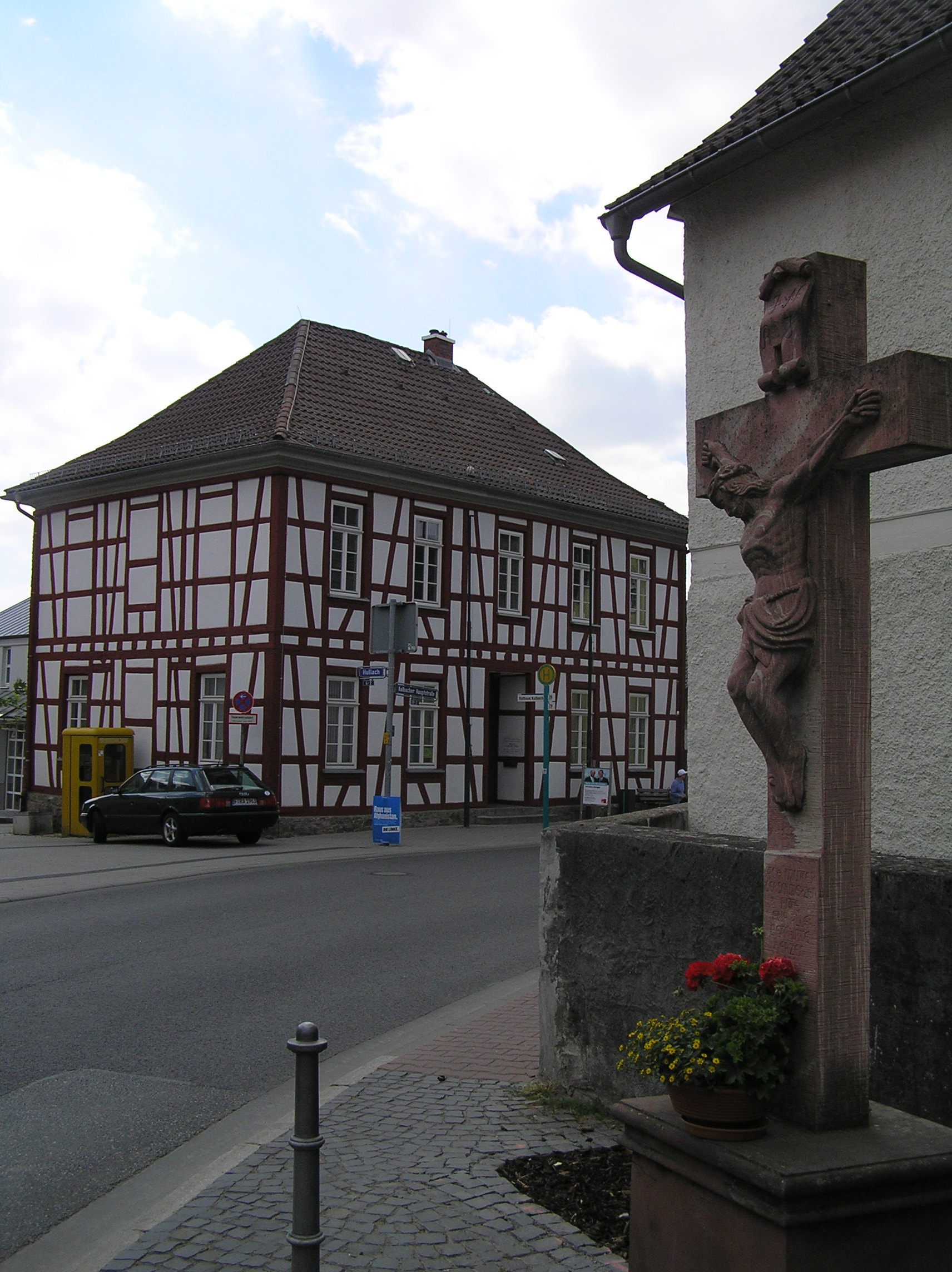
Rathaus mit Wegekreuz